# グレーチング
グレーチング (英語: grating) とは、主に鉄などの金属で作られた格子状のふた。道路や歩道の溝蓋（みぞぶた）や工場やプラントなどの足場など広範囲に使用される。

## 概要

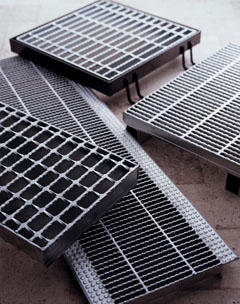
鉄製（SS製）グレーチング

溝の上に置くだけで簡単に溝を蓋することができる。水だけを透過させ、その上の人や物の落下を防ぐ。コンクリート製の溝蓋は重くて排水性が悪い一方で、グレーチングは軽量で排水性に優れる。

## 構造
グレーチングは等間隔で平行かつ垂直に並べられた主部材（メインバー）に対し、直角方向に補助部材（ツイストバー・エンドバー）が接合されている。
メインバーは溝の幅・桝の大きさと想定する耐荷重によって高さ・厚さが決定される。またピッチも使用する主部材によって変化する。
ツイストバーは主部材を垂直かつ平行に保持する役割を持つ。エンドバーは主部材に対して直角方向の端に設けられ、縁取りをつけるために設けられている。

## 種類
グレーチングの種類は多岐に渡るが、最も使用される代表的な形状はみぞぶた・かさあげ・ますぶた・U字溝の4種類である。
みぞぶたタイプは道路の側溝部や横断部に帯状に連なった状態で用いられる長方形のタイプ。コンクリートの溝に専用の受枠が設けられ、コンクリートの打設後にふたをセットする。
かさあげタイプはみぞぶたタイプに脚を設けて高さを確保した形状である。みぞぶたと異なり専用の受枠を用いず、二次製品で敷設されたコンクリートに対してふたのみを設置する。コンクリート蓋の代用品として誕生した。
ますぶたタイプは集水桝用のふたで、正方形に近い形状となることが特徴。桝内のメンテナンスのためヒンジを設けて開閉しやすくしたものや、ゴミが落ちないようバスケットが設けられたものがある。コンクリートの桝に受枠があり、その上にかぶせる形で用いられることがほとんどである。
U字溝タイプは側溝に専用の受枠がないものに使用され、グレーチングの天端には羽状に「つば」（出っ張り）が付き側溝に引っかかるようになる。ただし、ふた本体の耐荷重は小さいため、主に歩行部や車両乗り入れ部に用いられる。

## 材質
グレーチングの材質として鋳鉄（ダクタイル）、鉄、ステンレス、FRP、プラスチック、合成ゴム、アルミなどがある。鉄製のグレーチングは大気中の水分で錆が発生しやすいため、溶融亜鉛めっき・ナイロンコーティング・アルミ合金めっきなどの表面処理を行う。

## 歴史
広島県呉市にあるダイクレが、日本で初めてグレーチングを製造した。船舶に使われていたグレーチングを元に製造したのが、日本のグレーチングの始まり。1953年（昭和28年）に実用新案を取得し、製造を開始した。現在、ダイクレは4割のシェアを持ち、国内首位となっている。
三重県桑名市にあるホクセイは、1973年（昭和48年）に、国内で初めてステンレス製グレーチングの製造・販売を開始した。
新潟県三条市にあるカワグレは、2003年に車輪のはまり込みや、雨の日のスリップを低減できる全く新しい構造のユニバーサルデザイングレーチングを製造・販売した。
岐阜県瑞穂市にある宝機材は、国内で初めて60kg鋼以上の高張力鋼（ハイテン鋼）を使用して軽量グレーチング「LSハイテングレーチング」を製造した。2008年（平成20年）9月から販売を開始している。
2020年4月、国民生活における安全確保とインフラ整備事業の発展に尽力すると共に、減災・防災・国土強靭化製品の普及による社会貢献、並びに鋼製グレーチング産業の健全な発展を目的にグレーチング製造メーカー12社が参画し、一般社団法人鋼製グレーチング工業会が設立された。

## 問題と対策

### 普通目グレーチングの問題と対策
普通目のグレーチングの場合、シルバーカーやベビーカー、車椅子、ハイヒール、自転車（特にロードバイク）等の細いタイヤが通過する際、溝にはまり、転倒事故を引き起こすこともある。また白杖がはまる場合も有る。古い規格で、普通目グレーチングの補助部材の間隔が100ｍｍピッチのタイプが今もなお設置されており、これらの原因となっている。
これに対しては、主部材の間隔を狭くした細目のグレーチングがあり対策が可能となっている。また普通目グレーチングでも、補助部材の間隔が50ｍｍピッチにした狭いタイプを標準化しているメーカーもあり、車輪の落ち込みが軽減できる。普通目グレーチングの補助部材の間隔が100ｍｍのタイプは減少傾向にある。

### グレーチングが滑る問題と対策
舗装路面より、グレーチングは滑りやすく、特に雨天時など水で濡れている場合はより滑りやすいという問題がある。古くからある規格でプレーンタイプ（ノンスリップ無し）が、今もなお設置されており、これらの原因となっている。
これに対しては、ノンスリップタイプという滑り止め機能を付与したグレーチングがあり、対策が可能となっている。また近年、歩行者が安全かつ円滑に利用できる目安となるアスファルトやコンクリートの基準値のBPN=40以上をクリアするノンスリップグレーチングが販売されている。そういった流れもあり「建設物価」や「積算資料」でもすべり止め（ノンスリップ）と記載されており、ノンスリップは当たり前となっている。

### グレーチングの盗難問題と対策
主に亜鉛メッキを施した鉄で造られていることから、リサイクル素材として転売目的での盗難、アウトドアでバーベキュー用の網として持ち去るといった問題がある。
これに対しては、盗難抑止として金具などによる対策が可能である。

### グレーチングの規格問題と対策
グレーチングはJIS規格がないため製造メーカーによって仕様が異なっていたが、鋼製グレーチング工業会としてグレーチング規格を制定した。

## 市場と流通
日本のグレーチング製造メーカーは10社以上ある。 スチール製のグレーチング製造メーカーとしてはダイクレ、マキテック、オカグレ、宝機材、石田鉄工、中部コーポレーション、カネソウ、片岡産業、三重重工業、奥岡製作所、イズミ、カワグレ等がある。
2022年現在、グレーチングは年間11.3万トン出荷され、340億円の市場規模となっている。公共事業においては発注機関（国・地方自治体など）から工事が発注され、工事を落札した会社が代理店を通じてグレーチングを仕入れて使用する。この際、強度計算書や鋼材証明書などの材料証明が発注機関に提出される。

## 床板グレーチング
床板クレーチングはプラント向けでは歩廊や床、階段に利用され、住宅ではバルコニーなどに利用される。 
産業用では、汚染物質を室内に滞留・蓄積させずに排出させる一方向流方式のクリーンルームで、床全面にグレーチングを敷設して吸込口の箇所に使用していることが多い。